# الوترا شمالی

الوترا شمالی (به لاتین: North Eleuthera)  یک شهرستان در باهاما است که در جزیره الوترا واقع شده‌است.
== خصوصیات ==سلام